# Bãi Đường
Bãi Đường (tiếng Anh: chưa rõ; tiếng Trung: 长礁; bính âm: Cháng jiāo, Hán-Việt: Trường tiêu) là một rạn san hô lớn thuộc cụm Loại Ta của quần đảo Trường Sa. Rạn này nằm về phía đông của cụm Thị Tứ, phía tây của đảo Bến Lạc và phía bắc của đá An Nhơn. Ở đầu mút đông bắc của bãi Đường có một rạn san hô mang tên là đá An Lão.
Bãi Đường là đối tượng tranh chấp giữa Việt Nam, Đài Loan, Philippines và Trung Quốc. Hiện chưa rõ nước nào thực sự kiểm soát rạn san hô này.

## Hình ảnh
| đá An Nhơn Bắc đá An Nhơn đá An Nhơn Nam đá Sa Huỳnh đảo Loại Ta đảo Loại Ta Tây bãi Loại Ta Nam đá An Lão bãi Đường đảo Bến Lạc đá Cá Nhám đá Tân Châu Vị trí của bãi Đường và các thực thể của Cụm Loại Ta (nguồn ảnh: NASA). |